# 重阳木属
重阳木属（学名：Bischofia），又稱秋楓屬，是金虎尾目叶下珠科的一个属，为乔木植物。该属只有重阳木（Bischofia polycarpa）與茄苳（Bischofia javanica）2种，分布于印度、中国南部和中部、东南亚至澳洲东北部等地。过去曾归类于大戟科。

## 下属物种
本属包括以下物种：
- 秋枫 Bischofia javanica Blume
- 重阳木 Bischofia polycarpa (H.Lév.) Airy Shaw
- Bischofia racemosa W.C.Cheng & C.D.Chu ex Yi F.Duan & X.R.Wang, 2016